# Anandín Amar
Anandín Amar (Анандын Амар - Anand'n Amar), (1886. – Moszkva, 1941. július 10.) mongol politikus, Mongólia elnöke és miniszterelnöke.
A miniszterelnöki posztot először 1928. február 21. és 1930. április 27. közt töltötte be, majd 1934. július 2. és 1936. március 22. közt volt Mongólia elnöke. Genden félreállításának segédkezése után ismét miniszterelnök volt (1936. március 22. és 1939. március 7.). Csojbalszan vizsgálatot kezdeményezett ellene, majd leváltották hivatalából és Moszkvába szállították, ahol 1941. július 10-én kivégezték.

## Külső hivatkozások
- Baabar (1999). History of Mongolia. Cambridge: Monsudar Publishing.
- Sanders, Alan J. K. (1996). Historical Dictionary of Mongolia. Lanham: Scarecrow Press.